# 周异夫
周异夫，日语学者，北京外国语大学日语学院院长，北京日本学研究中心主任，前吉林大学外国语学院院长。

## 经历
- 2005年～2020年，吉林大学外国语学院 教授
- 2012年～2020年，吉林大学外国语学院 院长
- 2020年8月～，北京外国语大学 博士生导师

## 作品

### 专著
- 《宫泽贤治的<法华经>信仰和童话创作》 ，吉林出版集团有限责任公司，2013年
- 《日本明治时期的国家主义与宗教》，吉林出版集团有限责任公司，2017年

### 主编教材
- 《现代日语读解》（1、2）吉林大学出版社 1998
- 《日语精读》（1-4）（国家“十五”规划教材）外语教学与研究出版社 2006-2011
- 《实用日语写作教程》上海外语教育出版社 2007
- 《当代大学日语》（4）华东师范大学出版社 2009

### 译著
- 《铁证如山1-14》 （特约编辑、校译） 吉林出版集团有限责任公司